# M16 (Oekraïne)
De M16 is een korte autoweg in het zuidwesten van Oekraïne. De weg verbindt Moldavië met de havenstad Odessa. De weg loopt vanaf Odessa naar de grensovergang in Koetsjoerhan, en is 65 kilometer lang.

## Verloop
De weg is onderdeel van de route van Chisinau en Tiraspol naar de havenstad Odessa. De weg begint in het centrum van Odessa, en kruist de M15 na 8 kilometer. Na de rondweg van Odessa loopt de weg direct naar de Moldavische grens, waar de weg overgaat in de Moldavische M14 naar Tiraspol in Transnistrië en Chisinau, de hoofdstad van Moldavië.
De M16 is onderdeel van de E58.
M01 ·
M02 ·
M03 ·
M04 ·
M05 ·
M06 ·
M07 ·
M08 ·
M09 ·
M10 ·
M11 ·
M12 ·
M13 ·
M14 ·
M15 ·
M16 ·
M17 ·
M18 ·
M19 ·
M20 ·
M21 ·
M22 ·
M23 ·
M24 ·
M25 ·
M26 ·
M27 ·
M28 ·
M29 ·
M30
N01 ·
N02 ·
N03 ·
N04 ·
N05 ·
N06 ·
N07 ·
N08 ·
N09 ·
N10 ·
N11 ·
N12 ·
N13 ·
N14 ·
N15 ·
N16 ·
N17 ·
N18 ·
N19 ·
N20 ·
N21 ·
N22 ·
N23 ·
N24 ·
N25 ·
N26 ·
N27 ·
N28 ·
N30 ·
N31 ·
N32 ·
N33